# Villogorgia cristata
Villogorgia cristata is een zachte koraalsoort uit de familie Plexauridae. De koraalsoort komt uit het geslacht Villogorgia. Villogorgia cristata werd in 1931 voor het eerst wetenschappelijk beschreven door Aurivillius. 